# Кеньон-Слейни, Уильям
Уильям Кеньон-Слейни (англ. William Kenyon-Slaney; 24 августа 1847 — 24 апреля 1908) — английский спортсмен (футболист и крикетист), военный и политик.

## Биография
Родился в Раджкоте (Британская Индия) в семье капитана Уильяма Кеньона (2-я Бомбейская кавалерия) и Франсес Катерин Слейни (дочери Роберта Слейна, члена Парламента от Шрусбери). После смерти Роберта Слейни в 1862 году семья Кеньонов унаследовала его семейное поместье Хаттон-Грейндж неподалёку от Шифнала в Шропшире. После этого семья Кеньон сменила фамилию на двойную: Кеньон-Слейни.
Уильям получил образование в Итонском колледже и в колледже Крайст-черч (Оксфордский университет). В ноябре 1867 года покинул Оксфорд, получив офицерскую должность в третьем батальоне Гренадерской гвардии.
Кеньон-Слейни был известным спортсменом и играл в крикет за крикетный клуб «Марилебон» и за крикетный клуб графства Шропшир с 1865 по 1879 год. Также был футболистом и выступал за клубы «Оксфорд Юниверсити», «Уондерерс» и «Олд Итонианс». 8 марта 1873 года сыграл за футбольную сборную Англии в матче против сборной Шотландии. Это был второй в истории официальный матч футбольных сборных; первый прошёл в 1872 году и завершился вничью 0:0. Кеньон-Слейни открыл счёт в матче, таким образом, став первым человеком в истории, забившим гол в матче футбольных сборных. Кеньон-Слейни забил в той игре два гола, а англичане выиграли у шотландцев со счётом 4:2.
29 марта 1873 года Кеньон-Слейни сыграл за «Уондерерс» в финале Кубка Англии против «Оксфорд Юниверсити», одержав в этой игре победу и выиграв Кубок Англии. Впоследствии играл за клуб «Олд Итонианс», который состоял из выпускников Итонского колледжа. В составе этой команды сыграл ещё в двух финалах Кубка Англии, но оба раза проиграл: в 1875 году его команда уступила в переигровке клубу «Ройал Энджинирс», а в 1876 году — клубу «Уондерерс», также в переигровке.
В 1882 году под командованием сэра Гарнета Вулзли принял участие в битве при Тель-эль-Кебире во время восстания Ораби-паши. Британцы одержали победу в битве, Кеньон-Слейни был награждён за участие в ней. В 1887 году он стал полковником и переведён на половинный оклад. В 1892 году завершил военную карьеру.
В феврале 1887 года женился на Мейбел Селине Бриджмен, дочери Орландо Бриджмена, третьего графа Брадфорда. У пары родилось двое детей: дочь Сибил Агнес Кеньон-Слейни (род. 1888) и сын Роберт Орландо Родолф Кеньон-Слейни (род. 1892), ставший в 1935 году шерифом графства Шропшир.
В 1886 году был избран в Парламент Великобритании от Консервативной партии по округу Ньюпорт (Шропшир). Был членом пяти созывов Парламента до своей смерти в 1908 году (умер от подагры). Похоронен на церковном кладбище Сент-Эндрюс в Райтоне, графство Шропшир.